# John Gareth Darwin
John Gareth Darwin (* 29. Juni 1948 in Exeter, Devon, England) ist ein britischer Historiker, der sich auf die Geschichte des Britischen Empire spezialisiert hat.

## Leben
Darwin ist promoviert und seit 1984 als Fellow am Nuffield College der Universität Oxford tätig. 2012 wurde er zum Mitglied (Fellow) der British Academy gewählt. Seine Bestallung ist die des Beit Lecturer für die Geschichte des Britischen Commonwealth.
Darwin hat bisher drei umfangreiche Bücher über Weltreiche und besonders über das Britische Empire veröffentlicht.

## Preise und Auszeichnungen
- 2008: Wolfson History Prize für sein 2007 erschienenes Werk After Tamerlane: The Global History of Empire.
- 2010 erreichte er den zweiten Platz beim NDR Kultur Sachbuchpreis für sein Werk „Der imperiale Traum – Die Globalgeschichte großer Reiche 1400 – 2000“[2]
- 2020: Commander des Order of the British Empire

## Veröffentlichungen
- The End of the British Empire. The Historical Debate. Blackwell, Oxford, England 1991, ISBN 978-0-631-16427-2.
- After Tamerlane: The Global History of Empire. Allan Lane, London 2007, ISBN 978-0-14-101022-9.
  - Der imperiale Traum: Die Globalgeschichte großer Reiche 1400–2000. Übersetzt von Michael Bayer und Norbert Juraschitz. Campus Verlag, Frankfurt am Main/New York City 2010, ISBN 978-3-593-39142-7.
- The Empire Project: The Rise and Fall of the British World System 1830–1970, Cambridge University Press, Cambridge, England 2009.
- Unfinished Empire: The Global Expansion of Britain. Allen Lane, London 2012, ISBN 978-1-84614-088-4.
  - deutsch von Michael Mayer und Norbert Juraschitz: Das unvollendete Weltreich: Aufstieg und Niedergang des Britischen Empire 1600–1997. Campus Verlag, Frankfurt am Main/New York City, 2013, ISBN 978-3-593-39808-2.